# تشارلز تومسون (سياسي)
تشارلز تومسون (بالإنجليزية: Charles Thomson)‏ هو كاتب وسياسي أمريكي، ولد في 29 نوفمبر 1729 في المملكة المتحدة، وتوفي في 16 أغسطس 1824 في الولايات المتحدة.

## روابط خارجية
- تشارلز تومسون على موقع الموسوعة البريطانية (الإنجليزية)
- تشارلز تومسون على موقع إن إن دي بي (الإنجليزية)